# 磁性流体
磁性流体（じせいりゅうたい, magnetorheological fluid, magnetic fluid, ferrofluid）あるいはMR流体とは、流体でありながら、磁性を帯び、砂鉄のように磁石に吸い寄せられる性質を持つ機能性流体(smart fluid)の一つである。

## 構成
磁性流体はマグネタイトやマンガン亜鉛フェライトなどの強磁性微粒子、その表面を覆う界面活性剤、ベース液（水や油）の3つで構成される磁性コロイド溶液である。
磁性流体中の強磁性微粒子は、界面活性剤とベース液の親和力と界面活性剤同士の反発力によりベース液中で凝集したり沈降したりすることなく安定した分散状態を保っている。
強磁性微粒子は直径10nm程度であり、インフルエンザウイルスの約10分の1と非常に小さい。粒径は大きすぎても小さすぎてもだめで最適な粒径は9nmとされ、界面活性剤の分子の長さは短すぎては凝集が生じてしまい、長すぎては油の中での金属磁性体の充填割合が下がり、十分な磁性が得られないので1.5nmが最適であるとされる。
窒化鉄磁性流体の磁化は2400ガウスで現在でも世界最高性能であり、多方面への応用が模索される。

## スパイク現象

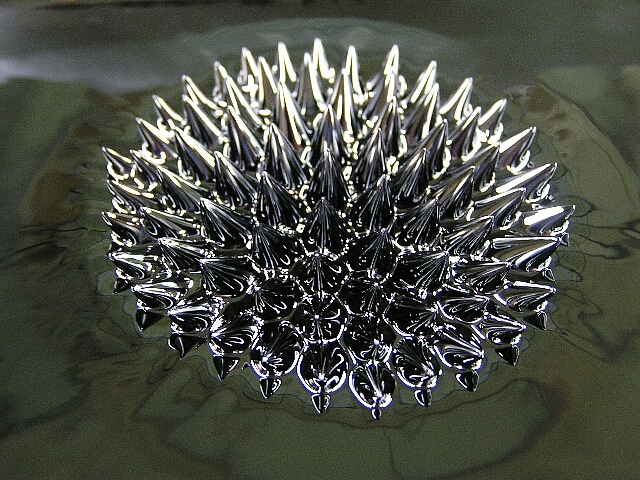
磁性流体のスパイク現象

永久磁石などの磁場を発生する物を至近距離に置くと、その磁力線の流れに沿って磁性流体から角が生えたような突起が形成される。これをスパイク現象といい、流線型に突起が形成される形状はとても美しく、この現象を利用し芸術作品が作られることがある。

## 歴史
磁性流体は1960年代にアメリカ航空宇宙局 (NASA) でスティーヴ・パペルにより宇宙服の可動部のシール材や無重力環境での物体の位置決め、機械的な駆動部のない液体輸送用のポンプに使用するなどの目的で研究・開発された。ただしそれ以前にも、1931年にフランシス・ビッターにより開発された磁性体を分散させた溶液や、それをもとにしたウィリアム・クロンク・エルモアによる流体など類似の技術が開発されており、その起源をどこに定めるかは磁性流体のどのような特性に注目するかにより多少変化する。
また、それとほぼ同時期に東北大学の下飯坂潤三らも磁石に吸引されるコロイド溶液の報告を行っている。1989年に中谷功によって活性液面連続真空蒸着法を用いた製法が開発された。

## 製法
初期の頃は材料の塊をボールミルやジェットミルなどで砕き、ナノメートルの大きさまで小さくする方法が利用されたが、素材によっては粉砕の過程で変性するので適用できず、得られる粒径も均一ではないので分粒工程を要した。その後、
原料となるイオンまたは錯体を還元剤または電気化学的に還元し、凝集させてナノ粒子化する凝集法(還元法)や原料をそのまま、あるいは担体に担持させて加熱分解する熱分解法、プラズマガス中で蒸発させる物理気相成長 (PVD) 法、レーザー蒸発で急速に蒸発させるレーザー蒸発法、気相中で化学気相成長 (CVD)で化学反応を起こす化学気相成長、回転する真空ドラムの中に油とそれに溶ける界面活性剤を入れ、ドラムの中央に金属を2000℃近くまで加熱される蒸発源を配置し微粒子を製造する活性液面連続真空蒸着法が用いられる。

## ベース液
磁性流体のベース液は目的や用途に応じて選択される。
また磁性流体はベース液に対応した界面活性剤が必要である。よってどんな流体でも磁性流体にすることが出来るわけではない。
- 水
- イソパラフィン
- アルキルナフタレン
- パーフルオロポリエーテル
- 他

## 応用例
- 磁性流体シール（回転軸のシール）
- ダンパ
- スピーカー
- センサ
- 比重差分離
- 磁区観察

### 光学と磁性体に関しての資料
- Dynamic Etalon utilizing ferrofluid- image gallery, references, published papers

### 参考資料
- FerroFluid Synthesis
- Berger, Patricia; Nicholas B. Adelman,  Katie J. Beckman,  Dean J. Campbell,  et al (July 1999). “Preparation and properties of an aqueous ferrofluid”. Journal of Chemical Education 76 (7):  pp. 943–948. ISSN 0021-9584 2007年1月2日閲覧。.
- Interdisciplinary education group: Ferrofluids (contains videos and a lab for synthesis of ferrofluid)
- Synthesis of an Aqueous Ferrofluid — instructions in PDF and DOC format